# Jean-Baptiste Babin
Pour les articles homonymes, voir Babin.
Jean-Baptiste Babin est un conseiller du roi, trésorier de France et général des finances à Nantes,.
Il est l'auteur d'un sonnet et de stances sous forme de dialogue entre le poète et les cloches de Saint-Pierre de Nantes, deux œuvres publiées dans le recueil Poésies rares et nouvelles d'auteurs extraordinaires (Paris, Michel Landron, 1662),.
Les vers de Babin sont qualifiés par Stéphane Halgan de « singulièrement supérieurs aux vers des poètes de profession [et possédant] une véritable élévation ». Le sonnet est particulièrement loué, « qui a une valeur véritable » pour Halgan, est « de très bonne facture » pour René Kerviler.
Il est surtout connu pour son Profil de Bretagne (1663) qui donne une image sans complaisance de la Bretagne qu'il a parcourue. 